# Xenomeris pruni
Xenomeris pruni är en svampart som beskrevs av Syd. 1924. Xenomeris pruni ingår i släktet Xenomeris, ordningen Capnodiales, klassen Dothideomycetes, divisionen sporsäcksvampar och riket svampar.   Inga underarter finns listade i Catalogue of Life.